# Ceratina cyanicollis
Ceratina cyanicollis är en biart som beskrevs av Carlos Schrottky 1902. Ceratina cyanicollis ingår i släktet märgbin, och familjen långtungebin. Inga underarter finns listade i Catalogue of Life.